# Баниця (гміна Устя-Горлицьке)
Бани́ця (пол. Banica) — лемківське село в Польщі, у гміні Устя-Горлицьке Горлицького повіту Малопольського воєводства. Населення — 297 осіб (2011).

## Географія
Село розташоване в Низьких Бескидах, над Баницьким Потоком, правою притокою річки Білої.

## Історія
Перша згадка про село датується 1574 роком, коли краківський римо-католицький єпископ Францішек Красінський видав привілей на закріпачення села Іванові, сину Яська з сусіднього села Снітниця. Крім скотарства і рільництва, жителі займалися також ткацтвом і валянням сукна. В селі були тартак, водний млин і сукновальня (фолюш).
Ще до 1659 р. до парохії в Баниці була приєднана як вікарія Чертижне. Метричні книги провадились від 1784 р.
До 1945 року було чисто лемківське населення: з 570 жителів села — усі 570 українці.
В ході тилявської схизми 36 жителів села перейшли до Польської православної церкви. В 1945 р. православна частина жителів села виїхала в СРСР, а греко-католицька в 1947 р. в результаті операції Вісла була депортована на понімецькі землі. На місце українців були поселені поляки з Підгалля і Сондеччини.
У 1975—1998 роках село належало до Новосондецького воєводства.

## Демографія
Демографічна структура станом на 31 березня 2011 року:
|          | Загалом | Допрацездатний вік | Працездатний вік | Постпрацездатний вік |
| -------- | ------- | ------------------ | ---------------- | -------------------- |
| Чоловіки | 147     | 35                 | 106              | 6                    |
| Жінки    | 150     | 48                 | 84               | 18                   |
| Разом    | 297     | 83                 | 190              | 24                   |

## Пам'ятки
Об'єкти, перераховані в реєстрі пам'яток Малопольського воєводства:
- Церква святих Кузьми і Дем'яна збудована в 1798 р., в 1947 р. перетворена на костел.

Поряд збереглося кладовище.